# The White Hen
The White Hen é um filme de comédia mudo britânico de 1921, dirigido por Frank Richardson e estrelado por  Mary Glynne, Leslie Faber e Pat Somerset. Foi baseado no romance de Phyllis Campbell.

## Elenco
- Mary Glynne omo Celeste de Crequy
- Leslie Faber como Duc de Crequy
- Pat Somerset como Beaufort Lynn
- Cecil Humphreys como Louis St. Romney